# Amegilla albiceps
Amegilla albiceps är en biart som först beskrevs av Rayment 1951.  Amegilla albiceps ingår i släktet Amegilla och familjen långtungebin. Inga underarter finns listade i Catalogue of Life.